# 扎瓦利夫卡
50°25′49″N 29°43′56″E / 50.43028°N 29.73222°E

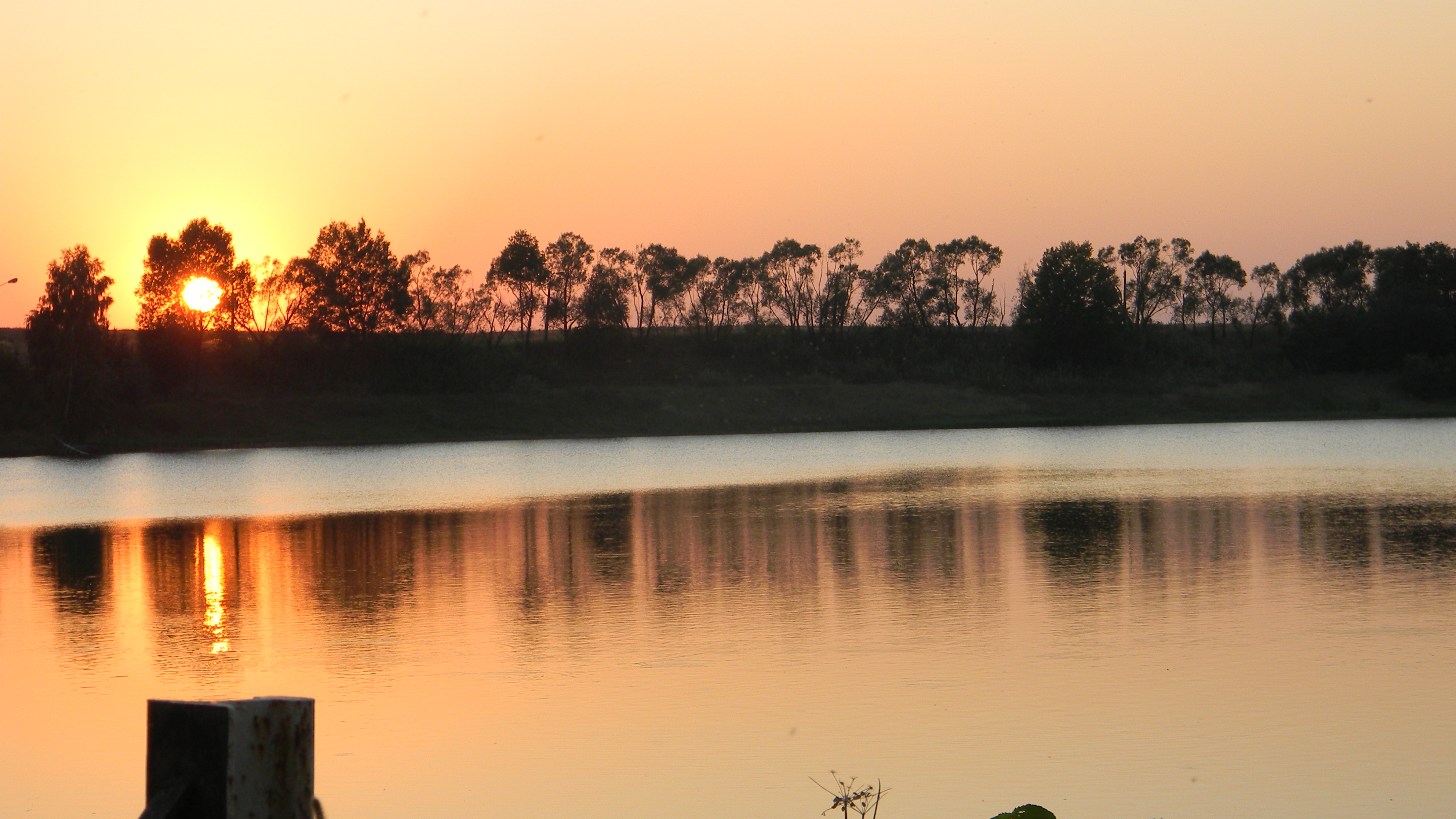

扎瓦利夫卡（烏克蘭語：Завалівка）是位於烏克蘭北部的村莊，由基辅州布恰区的馬卡里夫市鎮負責管轄。該村始建於1638年，面積0.11平方公里，海拔高度154米，2001年人口183，人口密度每平方公里1,723.2人。